# 阿尼亞·伽姆扎托娃
阿尼亞-法蒂瑪特·扎爾貝科芙娜·伽姆扎托娃（俄语：Айна-Патимат Заирбековна Гамзатова，1971年10月1日—），是一名俄羅斯記者，她是俄羅斯歷史上第一位穆斯林出身的總統候選人，也是俄羅斯歷史上第二位女性總統候選人。
2018年1月1日，她以独立人士身分报名参选俄羅斯總統，成为俄罗斯首名穆斯林总统候选人。虽然她未公布详细政纲，但已获得俄罗斯国内教友支持，外国媒体更形容她是挑战普京的女穆斯林。伽姆扎托娃当日向中央选举委员会提交登记文件，最终获当局接纳，正式成为後者的竞选对手。
伽姆扎托娃非常痛恨属于伊斯兰极端保守派别的瓦哈比派。她2017年12月27日曾在社交网留言，呼吁俄罗斯人团结：“有一句说话说得很好，'一间分裂的屋不能站立'。俄罗斯是我们的家，如果我们分为穆斯林、基督徒、高加索人与俄罗斯人，那么我们的国家政府不会存在。”
伽姆扎托娃现年（2022年）50岁，其穆斯林身分受到关注。她于1971年10月1日在达吉斯坦首府马哈奇卡拉出生，阿瓦爾族人。曾經在大学修读语文学及法律，现时是一名記者和達吉斯坦當地某伊斯兰教杂志的总编辑。
她亦涉足政坛，出任达吉斯坦政府的公共关系顾问。她今次获得达吉斯坦一个倡议团体提名。
伽姆扎托娃的丈夫是一名穆夫提。